# Gabriella Lantosová
Gabriella Lantosová (* 24. září 1970 Budapešť, Maďarsko) je bývalá maďarská sportovní šermířka, která se specializovala na šerm fleretem. Maďarsko reprezentovala v devadesátých letech a na přelomu tisíciletí. V průběhu své sportovní kariéry závodila pod jmény Gabriella Romaczová, Gabriella Debnárová. Na olympijských hrách startovala v roce 1992, 1996 a 2000 v soutěži jednotlivkyň a družstev. V roce 1996 obsadila druhé místo na mistrovství Evropy v soutěži jednotlivkyň. S maďarským družstvem fleretistek vybojovala v roce 1994 třetí místo na mistrovství světa a v roce 2001 druhé místo na mistrovství Evropy.